# Худжадзе Шалва Теймуразович
Шалва Худжадзе (нар. 5 жовтня 1975, Кутаїсі, Грузинська РСР) — грузинський футболіст, захисник та півзахисник.

## Клубна кар'єра
Шалва Худжадзе народився 5 жовтня 1975 року в місті Кутаїсі. У професіональному футболі дебютував 1992 року в «Металурзі» (Руставі), кольори якого захищав до 1993 року, допоки не перейшов у тбіліське «Динамо». У столичному клубі виступав з 1993 по 1995 роки. У 1995 році перейшов до клубу «Колхеті-1913», у футболці якого зіграв 34 матчі та відзначився 4-ма голами. З 1996 по 1998 році виступав у «Торпедо» (Кутаїсі).
У 1998 році переїхав до України та підписав контракт з тернопільською «Нивою», яка того сезону виступала у вищій лізі чемпіонату України. У складі тернопільського клубу дебютував 12 вересня 1998 року у програному (1:2) виїзному поєдинку 10-го туру вищої ліги чемпіонату України проти полтавської «Ворскли». Худжадзе вийшов у стартовому складі та відіграв увесь поєдинок. Проте закріпитися у Тернополі грузину не вийшло, і вже під час зимової паузи у чемпіонаті він залишив команду. Протягом свого нетривалого перебування у «Ниві» зіграв 6 матчів у чемпіонаті України та 2 — у кубку України.
Другу частину сезону 1998/99 років відіграв у столичному «Локомотиві». З 1999 по 2001 роки виступав у клубах «Динамо» (Батумі) та «Мерані-91». У 2002 році вдруге спробував свої сили за кордоном, цього разу у клубі з другого дивізіону грецького чемпіонату під назвою «Агіос Ніколаос», проте й цього разу надовго не затримався, відігравши 3 матчі (1 гол) вже цього ж року повернувся до Грузії. Після повернення підписав контракт з «Динамо» (Батумі), у складі якого зіграв 48 матчів та відзначився 4-ма голами. З 2003 по 2005 роки виступав у клубах «Сіоні» та «Динамо» (Батумі).

## Кар'єра у збірній
5 грудня 1996 році дебютував у складі національної збірної Грузії у програному (2:4) виїзному товариському матчі проти Лівана. Шалва вийшов на поле у стартовому складі, а на 78-ій хвилині його замінив Гіві Дідава. Протягом своєї кар'єри у збірній, яка тривала один рік, зіграв лише 2 поєдинки.

## Досягнення
- Ліга Еровнулі
  -  Чемпіон (2): 1993/94, 1994/95
  -  Бронзовий призер (3): 1995/96, 1998/99, 2003/04

## Особисте життя
Його молодший брат, Іраклі Худжадзе, також професіональний футболіст.